# 정영석 (1951년)
정영석(鄭永錫, 1951년 2월 22일 ~ )은 대한민국의 전직 공무원 출신 정치인이다. 부산 동구청장을 역임했다.

## 학력
- 1969년 2월:경남고교 졸업
- 1979년:한국외국어대학교 행정학과 학사
- 1984년:부산대학교 행정대학원 행정학 석사
- 1994년:미국 남가주대학교 행정대학원 행정학 석사
- 2000년:동의대학교 대학원 경제학과 경제학 박사

## 경력
- 1979년:제23회 행정고시 합격
- 1995년 8월:문정수 부산광역시장 비서실장
- 1997년 7월:부산시청 공보관
- 1999년 7월:부산 금정구 부구청장/부산 해운대구 부구청장
- 2000년 ~ 2007년 : 경남대학교 겸임교수
- 2002년 2월 8일 ~ 2002년 6월30일 : 12대 부산해운대구청장 직무대리
- 2004년 6월:부산시청 환경국장
- 2005년 1월:부산상수도사업본부장
- 2006년 2월:부산시의회 사무처장
- 2007년 2월:동아대학교 겸임교수
- 2008년 5월:부산시청 기획관리실장
- 2009년 2월 ~ 2010년 2월:부산환경공단이사장
- 2011.10.26 ~ 2014.06.30 : 제41대 부산 동구청장(민선, 새누리당)

## 저서
- 1992년 : 미국 환경보호 관련대책과 대처방안(논문)
- 2010년 : 참 좋은 사람(도서)

## 수상
- 2008년 : 홍조근정훈장

## 역대 선거 결과
|  | 51.08% |

|  | 40.25% |